# Буровзрывные работы

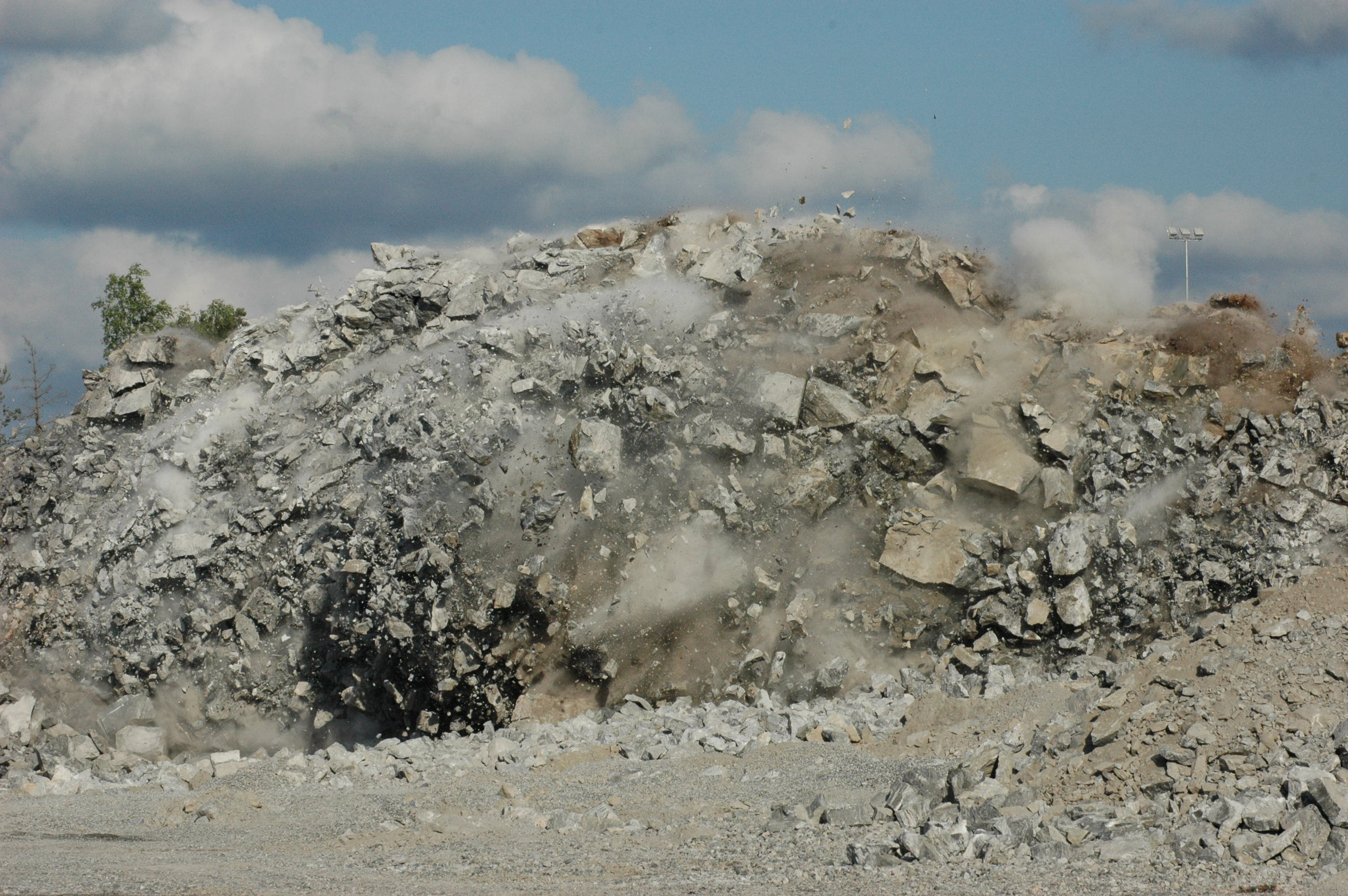
Взрывные работы в Финляндии

Буровзрывные работы, Подрывные работы (Подрывная работа) — совокупность производственных процессов по отделению скальных горных пород от массива с помощью взрыва. 
Термин буровзрывные работы возник с целью подчёркивания неразрывности, взаимосвязи и взаимозависимости процессов бурения, заряжания взрывчатых веществ и непосредственно взрыва. При проведении буровзрывных работ производится планирование буровых работ (виды скважин, их диаметр, расстояние между скважинами, глубина и так далее), подготовка к взрыву (заряжание взрывчатых веществ, забойка скважин, монтирование взрывной сети и так далее), инициирование и произведение взрыва.
Буровзрывные работы применяются в горном деле, а также при строительстве.

## Буровзрывные работы в горном деле
Буровзрывные работы применяются в горном деле в различных технологических процессах подземной и открытой добычи полезных ископаемых. Качество буровзрывных работ определяется равномерностью дробления скальных пород, хорошей проработкой контура отбиваемой от массива части горной массы, низким процентом выхода негабарита, шириной развала горной массы.

### Подземные горные работы
При подземных горных работах буровзрывные работы применяются как при проходке горных выработок, так и при добыче полезных ископаемых.
При проходке горных выработок буровзрывным способом вначале в забое бурятся шпуры с помощью буровых станков, затем заряжаются, и производится взрыв с отбивкой горных пород на выработанном пространстве. После отгрузки отбитой горной массы начинается новый цикл проходки: бурение, заряжание и взрыв. Дальше цикл повторяется.
При добыче полезных ископаемых с помощью буровзрывных работ технология зависит от системы разработки рудных месторождений.

### Открытые горные работы

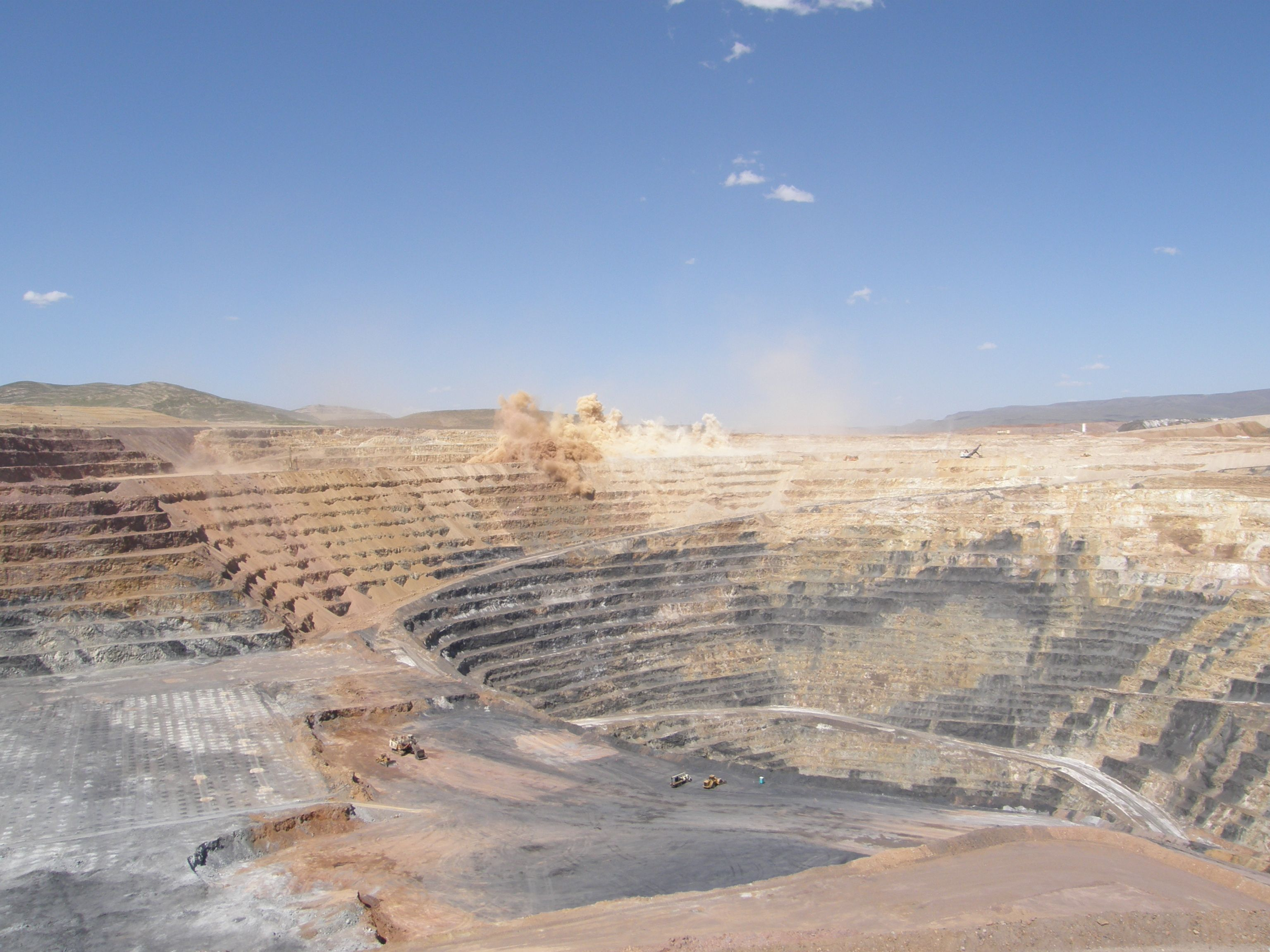
Взрывные работы в карьере Twin Creeks, Невада, США

На открытых горных работах работы ведутся уступами. Поэтому буровзрывные работы ведутся путём поэтапного взрыва уступов карьера. На подготавливаемом к взрыву части уступа (блоке) вначале бурятся скважины в соответствии с паспортом ведения буровзрывных работ, затем заряжаются и готовятся к взрыву. На время взрыва все работы в карьере прекращаются. После массового взрыва производится погрузка отбитой горной массы в транспортные средства и затем вывозится либо на обогатительную фабрику (полезное ископаемое), либо в отвал (пустая порода).

## Буровзрывные работы в строительстве
В строительстве взрывные работы часто проводятся на выброс. В 1952—1953 гг. взрывами трех серий зарядов на выброс на Алтын-Топканском полиметаллическом месторождении было взорвано и выброшено более 1 млн м³ горной породы. За счет этого срок ввода карьера в строй сократился на 16 мес., а себестоимость вскрытия снижена на 40 %.
Широко используются взрывы на выброс и сброс для перемещения больших масс грунта при строительстве плотин, насыпей и т. п. В 1966 и 1967 гг. под Алма-Атой на р. Малая Алматинка в урочище Медео были проведены два взрыва серий зарядов для создания противоселевой плотины. В результате взрывов отбито и сброшено в тело плотины около 3 млн м³ скальных пород (1,6 млн м³ первым и 1,4 млн м³ вторым). Была образована плотина средней высотой 84 м, шириной поверху около 100 м и понизу около 500 м. В 1968 году на реке Вахш взрывом на сброс серией зарядов общей величиной 2000 т образована каменно-набросная плотина. Объем плотины оказался около 1,5 млн м³.

Снос трубы во Франкфурте-на Майне с помощью взрыва

В горной местности, где случаются разрушающие камнепады, перед началом строительства дорог, мостов или каких-либо зданий, производят взрывные работы, создавая обвал на ещё незастроенной территории, устраняя опасные нависания горных пород над предполагаемым местом строительства.

## Cнос зданий и сооружений посредством взрыва
Снос зданий и сооружений посредством взрыва осуществляется либо на их основание, либо в заданном направлении (направленное обрушение). Современные средства взрывания делают такой способ сноса зданий наиболее быстрым и достаточно безопасным даже в условиях плотной городской застройки. 